# Adolf Remane
Adolf Remane ( Krotoszyn, 10 de agosto de 1898 - Plön, 22 de diciembre de 1976) fue un zoólogo alemán. Junto con Rupert Riedl, Remane fue el morfólogo más influyente en los países de habla germana.

## Biografía
Adolf Remane fue profesor en Kiel desde 1929, entre 1934 y 1937 en Halle y después de nuevo en Kiel a partir de 1937. Funda entonces el Instituto für Meereskunde en la Universidad de Christian-Albrechts de Kiel.
Entre 1956 y 1957 es presidente de la Verbands deutscher Biologen und biowissenschaftlicher Fachgesellschaften y más tarde del Museo de Zoología de Kiel.

## Obra
Una de los aportes más importantes de Remane fue su test de homología:

1) La homología resulta de la misma posición en sistemas estructurales comparables. 2) Estructuras similares pueden homologizarse independientemente de su posición si comparten numerosos rasgos especiales. 3) Incluso estructuras que son disimilares y tienen diferentes posiciones relativas pueden ser homólogas, si es posible establecer formas intermedias entre ellas [...] Las formas intermedias pueden obtenerse tanto de la ontogenia de estructuras como ser formas taxonómicas intermedias reales
Remane, 1956, pp. 58. Nuestra traducción a partir de Brigandt, 2006

## Abreviatura (zoología)
La abreviatura Remane  se emplea para indicar a Adolf Remane como autoridad en la descripción y taxonomía en zoología.

- Datos: Q87027
- Especies: Adolf Remane